# Ibón Idigoras
Ibón Idigoras (* 8. November 1979 in Zarautz) ist ein ehemaliger spanischer Snowboarder. Er startete im Snowboardcross.

## Werdegang
Idigoras trat international erstmals bei der Winter-Universiade 2003 in Tarvisio in Erscheinung. Dort belegte er den 32. Platz im Riesenslalom und den siebten Platz im Snowboardcross. Sein Debüt im Snowboard-Weltcup hatte er im Januar 2003 in Berchtesgaden, wobei er die Plätze 43 und 31 errang. In der Saison 2004/05 wurde er spanischer Meister im Snowboardcross und erreichte mit Platz 13 in Valle Nevado seine beste Platzierung im Weltcup. Beim Saisonhöhepunkt, den Snowboard-Weltmeisterschaften 2005 in Whistler, kam er auf den 42. Platz. Im folgenden Jahr siegte er bei den spanischen Meisterschaften im Parallel-Riesenslalon sowie im Snowboardcross und belegte im Februar 2006 in Turin bei seiner einzigen Olympiateilnahme den 34. Platz im Snowboardcross. In der Saison 2006/07 erreichte er mit dem 42. Platz im Snowboardcross-Weltcup sein bestes Gesamtergebnis. Zudem kam er bei den Snowboard-Weltmeisterschaften 2007 in Arosa auf den 43. Platz und bei der Winter-Universiade 2007 in Bardonecchia auf den 37. Rang. In den folgenden Jahren siegte er bei den spanischen Meisterschaften 2009 und absolvierte im Januar 2010 im Stoneham seinen 42. und damit letzten Weltcup, welchen er auf dem 45. Platz im Snowboardcross beendete.

## Teilnahmen an Weltmeisterschaften und Olympischen Winterspielen

### Olympische Winterspiele
- 2006 Turin: 34. Platz Snowboardcross

### Snowboard-Weltmeisterschaften
- 2005 Whistler: 42. Platz Snowboardcross
- 2007 Arosa: 43. Platz Snowboardcross

## Weltcup-Gesamtplatzierungen
| Saison  | Gesamt | Gesamt | Snowboardcross | Snowboardcross |
| Saison  | Punkte | Platz  | Punkte         | Platz          |
| ------- | ------ | ------ | -------------- | -------------- |
| 2002/03 | -      | -      | 118            | 55.            |
| 2003/04 | -      | -      | 101            | 62.            |
| 2004/05 | -      | -      | 285            | 43.            |
| 2005/06 | 100    | 233.   | 100            | 52.            |
| 2006/07 | 120    | 203.   | 120            | 42.            |
| 2007/08 | 66     | 259.   | 66             | 62.            |
| 2008/09 | 70     | 264.   | 70             | 65.            |
| 2009/10 | 48     | 278.   | 48             | 65.            |